# Carta Marina

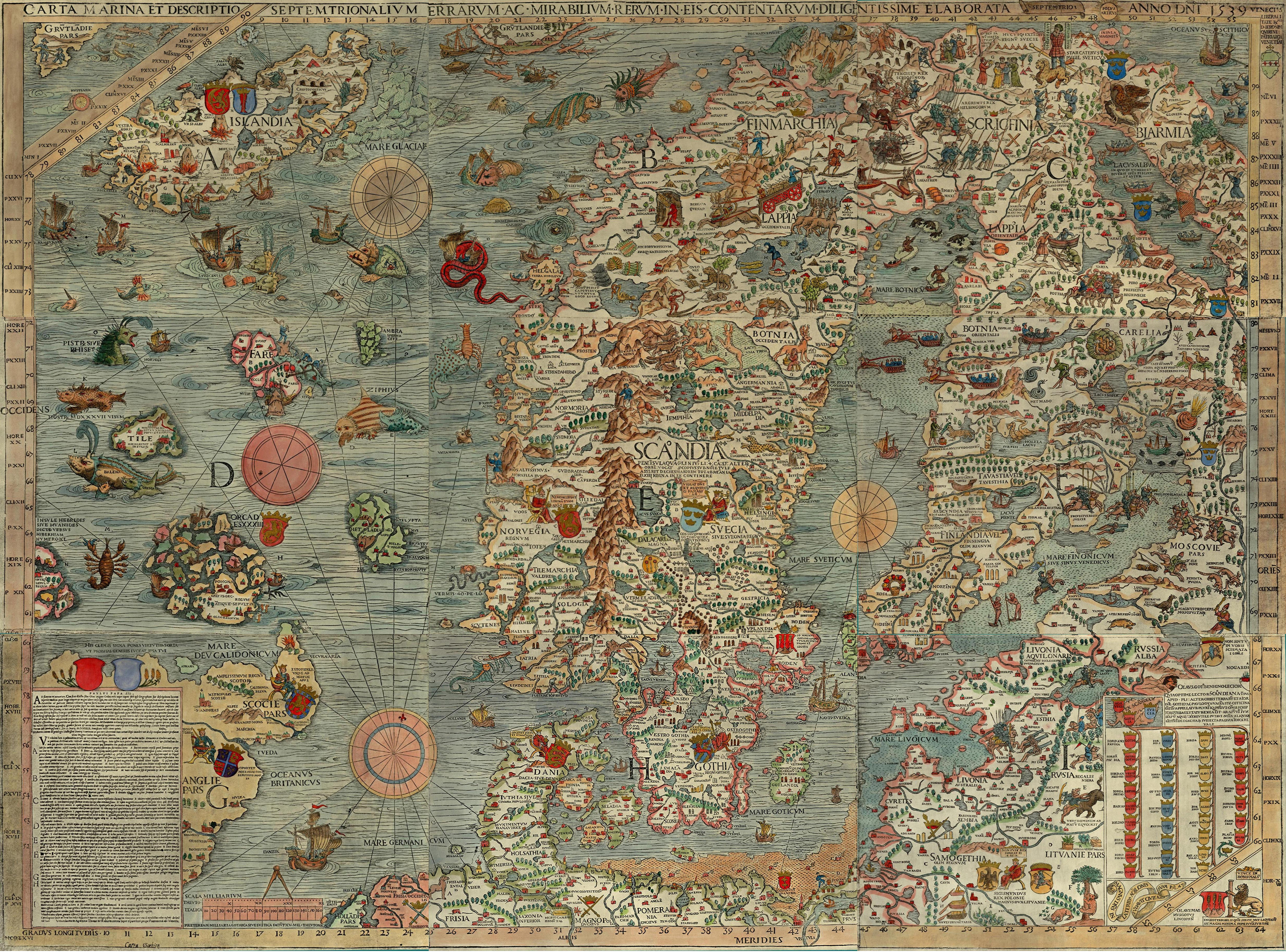
A Carta Marina

A Carta Marina (magyarul: tengeri térkép) az egyik legkorábbi Skandinávia-térkép, amelyet Olaus Magnus készített 1527-39 között. Csupán két korábbi részletes térkép ismert, Jacob Ziegleré (Strasbourg, 1532) és Claudius Clavusé (15. század).
A térképet Rómában készítette a svéd Olaus Magnus egyháztudós, aki a svéd kormány képviseletében érkezett a városba, és nagy valószínűséggel a testvére és I. Gusztáv svéd király között kialakult ellenséges viszony miatt maradt hosszabb távon.
Általánosan elfogadott vélemény, hogy az 1555-ben Rómában kiadott Historia de Gentibus Septentrionalibus (Az északi népek leírása) a térlép ábrázolásaihoz kapcsolódó kommentárok gyűjteménye. A művet később Olaus lefordította olaszra és németre is.

## Története
12 év munka után az első példányokat 1539-ben Velencében nyomtatták, kilenc darab 55x40 centiméteres metszett fa lap segítségével, a kész térkép pedig 170 cm széles és 125 cm magas lett.
1572-ben Rómában Antoine Lafréry kinyomtatta a térkép reprodukcióját. Az eredeti térképek pedig 1574 után feledésbe merültek - talán mivel a kevés példányra III. Pál pápa 10 éves "szerzői joga" volt érvényes. Később széleskörűen megkérdőjelezték a térképek létezését.
1886-ban Oscar Brenner fedezett fel egy példányt a müncheni Hof- und Staatsbibliothekben, ahol ma is megtalálható. 1961-ben pedig Svájcban bukkantak egy példányra, amely jelenleg az Uppsalai Egyetem könyvtárában található.

## Fordítás
Ez a szócikk részben vagy egészben  a   Carta marina című angol Wikipédia-szócikk ezen változatának fordításán alapul.  Az eredeti cikk szerkesztőit annak laptörténete sorolja fel. Ez a jelzés csupán a megfogalmazás eredetét és a szerzői jogokat jelzi, nem szolgál a cikkben szereplő információk forrásmegjelöléseként.